# Влахиј (Констанца)
Влахиј (рум. Vlahii) насеље је у Румунији у округу Констанца у општини Алиман. Oпштина се налази на надморској висини од 28 m.

## Становништво
Према подацима из 2002. године у насељу је живело 572 становника, од којих су сви румунске националности.